# Thomas Fricker
Thomas Fricker (* 1960 in Bad Waldsee) ist ein deutscher Journalist.

## Leben
Fricker stammt ursprünglich aus Oberschwaben. Nach dem Abitur am Gymnasium Bad Waldsee volontierte er Anfang der 1980er Jahre bei der Schwäbischen Zeitung. Er arbeitete anschließend als Lokalredakteur. Außerdem studierte er an der Ludwig-Maximilians-Universität in München, amerikanische Kultur- und Literaturgeschichte sowie Politik. Dann arbeitete er von 1992 bis 1999 als Korrespondent für mehrere Zeitungen in Bonn. Seit Oktober 2016 arbeitete Fricker bei der Badischen Zeitung in Freiburg im Breisgau als Chefredakteur; zuvor war er stellvertretender Chefredakteur und Koordinator für Mantelinhalte und Bereichsleiter für die Politik- und Nachrichtenredaktionen.
Im Dezember 2024 bestätigte das Unternehmen, sich mit Fricker auf einen Aufhebungsvertrag geeinigt zu haben. Am 1. April 2025 übernahmen Carolin Buchheim und Stephan Schröter die Chefredaktion der Badischen Zeitung.